# Dromoceryx
Dromoceryx is een geslacht van kevers uit de familie van de loopkevers (Carabidae). De wetenschappelijke naam van het geslacht is voor het eerst geldig gepubliceerd in 1846 door Schmidt-Goebel.

## Soorten
Het geslacht Dromoceryx omvat de volgende soorten:
- Dromoceryx dorsalis Schmidt-Goebel, 1846
- Dromoceryx flavocircumdatus Mateu, 1984
- Dromoceryx magnus Mateu, 1984